# Герман, Якуб
Якуб Герман (в.-луж. Jakub Herman; 6 мая 1836 года, деревня Свинярня, Лужица, Королевство Саксония — 10 мая 1916 года, Ворклецы, Лужица, Германия) — католический священник и серболужицкий общественный деятель.

## Биография
Родился в 1836 году в крестьянской семье в серболужицкой деревне Свинярня. После окончания средней школы в Хросчицах обучался в гимназии в Будишине. С 1849 по 1859 года обучался в Лужицкой семинарии в Праге. Там же в 1855 году закончил Малостранскую гимназию, после которой до 1859 года изучал теологию в Карловом университете. Будучи студентом в Праге публиковал свои статьи в литературном журнале «Łužičan» и газете «Katolski Posoł».
9 ноября 1859 года был рукоположён в священники, после чего служил в Каменце и в 1860—1861 годах — в Кулове. С 1861 по 1869 года — проповедник в соборе святого Петра в Будишине. В 1862 году вместе с писателем Михалом Горником основал Общество святых Кирилла и Мефодия и в ноябре 1867 года — Общество католических ремесленников. В 1860 году вступил культурно-просветительскую организацию «Матица сербская». С 1862 года был членом правления этой организации. В 1863 году был капелланом больных в Шерахове и в 1866 году — военным капелланом саксонского военного подразделения. С 1869 года служил администратором прихода в Вотрове, где в 1871 году был назначен настоятелем. С 1889 года — почётный каноник.
С 1866 года — духовник Саксонской армии, за что при правлении короля Альберте был награждён крестом Альбрехта (серебряный знак Ордена Альберта) и при правлении Фридриха Августа III в 1907 году — этим же орденом первой степени.
Принимал активное участие в общественной жизни серболужицкого народа. В 1891 году основал Общества помощи серболужицким студентам (Pomocy za studowacych Serbow), был одним из основателей Серболужицкого дома. Поддерживал выпуск литературного журнала Łužica. Издал сборник стихотворений Якуба Барт-Чишинского.
После выхода на пенсию в 1910 году проживал в Ворклецах.